# Cippo a Forcella
Le Cippo a Forcella (Cipp' a Furcella en napolitain) est un ensemble de pierres qui faisaient autrefois partie des remparts grecs de l'ancien Naples, en Italie. Les vestiges se trouvent à Forcella, sur la place Vincenzo Calenda (anciennement place des remparts grecs), en face du teatro Trianon.

## Histoire
Le Cippo est très probablement constitué des vestiges d'une porte défensive de l'enceinte, la porte Herculanensis (appelée par la suite porte Furcilla ou Furcillensis en raison de la forme particulière du carrefour qui menait à la porte).
Ils sont découverts lors des travaux d'assainissement, à l'occasion des travaux de démolition de la partie basse de Forcella qui conduisent à l'ouverture de la via Pietro Colletta et d'une place entre le nouvel axe routier et l'ancienne via Egiziaca à Forcella. Cette place, d'abord appelée Piazza delle mura greche (litt. : « place des murs grecs ») en raison de sa découverte, est la zone archéologique la plus ancienne de Naples et remonte très probablement au IIIe siècle av. J.-C.

## Expressions idiomatiques
À Naples, dire que quelque chose « S'arricorda “o Cipp” a Furcella » signifie que c'est très vieux.